# Diocèse de Comodoro Rivadavia
Le diocèse de Comodoro Rivadavia (en latin : Dioecesis Rivadaviae ; en espagnol : Diócesis de Comodoro Rivadavia) est un diocèse de l'Église catholique en Argentine, suffragant de l'archidiocèse de Bahía Blanca.

## Territoire
Il comprend dix arrondissements de la province de Chubut : Biedma, Escalante, Florentino Ameghino, Gaiman, Gastre, Mártires, Rawson, Río Senguer, Sarmiento et Telsen ce qui correspond à un territoire de 146 552 km2 divisé en 29 paroisses.
Le siège épiscopal est dans la ville de Comodoro Rivadavia où se trouve la cathédrale Saint-Jean-Bosco (es).

## Historique
Le diocèse est érigé le 11 février 1957 par la constitution apostolique Quandoquidem adoranda du pape Pie XII en prenant une partie du territoire du diocèse de Viedma. Il est nommé suffragant de l'archidiocèse de Bahía Blanca lors de sa création.
Il cède une portion de son territoire le 10 avril 1961 pour la création du diocèse de Río Gallegoset de nouveau le 14 mars 2009 pour l'établissement de la prélature territoriale d'Esquel.

## Évêques
- Carlos Mariano Pérez Eslava, S.D.B (13 mars 1957 - 26 décembre 1963), nommé archevêque de Salta
- Eugenio Santiago Peyrou, S.D.B (24 juin 1964 - 19 février 1974)
- Argimiro Daniel Moure Piñeiro, S.D.B (5 avril 1975 - 8 septembre 1992)
- Pedro Luis Ronchino, S.D.B (30 janvier 1993 - 19 février 2005)
- Virginio Domingo Bressanelli, S.C.I (19 février 2005 - 10 février 2010), nommé évêque coadjuteur de Neuquén
- Joaquín Gimeno Lahoz (15 juillet 2010 - 19 octobre 2023)
- Jorge Luis Wagner, depuis le 22 février 2024